# Кваси (зупинний пункт)
Кваси́ — пасажирський залізничний зупинний пункт Івано-Франківської дирекції Львівської залізниці на неелектрифікованій лінії Делятин — Ділове між станціями Ясіня (13 км) та Рахів (14 км). Розташований у селі Кваси Рахівського району Закарпатської області.

## Історія
У минулому, з 1865 року, існувала станція Кваси, яку перетворили у 1990-х роках на зупинний пункт. Відтоді збереглася лише пасажирська будівля. Працює каса, яка продає квитки на приміські та пасажирські поїзди. Станція була розібрана у 1994—1995 роках.

## Пасажирське сполучення
У Квасах щоденно зупиняються наступні поїзди:
- приміський поїзд Рахів — Івано-Франківськ (1 пара)
- фірмовий пасажирський поїзд «Гуцульщина» № 55/56 сполученням Київ — Рахів (прямує через станції Вінниця, Хмельницький, Тернопіль, Чортків, Заліщики, Коломия, до 11 грудня 2021року курсував під № 357/358);
- пасажирський поїзд сполучення № 125/126 Миколаїв — Рахів (до 11 грудня курсував під № 133/134)[1].

На свята і при підвищенні попиту призначається додатковий поїзд № 243/244 сполученням Київ — Рахів, який прямує іншим маршрутом, через станції Шепетівка, Львів, Івано-Франківськ.

## Подія
14 жовтня 2017 року на зупинному пункті Кваси у дизель-поїзда Д1 сполученням Івано-Франківськ — Рахів вийшли з ладу двигуни обох секцій. Щоб зрушити поїзд з місця і завести двигуни, пасажири змушені були штовхати поїзд.